# The Far Side of the World
The Far Side of the World é um livro de Patrick O'Brian, o décimo da série Aubrey-Maturin. Foi primeiramente publicado em Londres pela Collins em 1984.
Sua narrativa é durante a guerra de 1812, o capitão Jack Aubrey leva a fragata HMS Surprise em torno do Cabo Horn até o Oceano Pacífico em uma perseguição ao navio Americano USS Norfolk e em defesa dos baleeiros britânicos nos mares do sul. As façanhas do Norfolk são baseadas nas do USS Essex.
O romance deu muito da estrutura para o filme de Peter Weir, Master and Commander: The Far Side of the World (Mestre dos Mares: O Lado Mais Distante do Mundo, 2003), embora o USS Norfolk tenha sido alterado para o francês Acheron, e outros acontecimentos tenham sido tirado de outros livros da série, incluindo Master and Commander e HMS Surprise. O Acheron foi baseado no USS Constitution.